# Tanacetum leptophyllum
Tanacetum leptophyllum — вид рослин з роду пижмо (Tanacetum) й родини айстрових (Asteraceae).

## Середовище проживання
Поширений на Кавказі (Росія, Азербайджан, Грузія).